# Blackhall Mill
Blackhall Mill är en by i unparished area Blaydon, i distriktet Gateshead, i grevskapet Tyne and Wear, i England. Byn är belägen 15 km från Newcastle upon Tyne. Byn hade 1 527 invånare år 2021.